# Convento de las Comendadoras de Santiago (Madrid)
El convento de las Comendadoras de Santiago el Mayor se encuentra situado en la plaza de las Comendadoras de Madrid (España). Está considerado el primer convento construido en la capital y el único que se conserva íntegramente.

## Historia
Aunque el convento fue fundado en 1584 con el legado del presidente de órdenes Íñigo de Cárdenas y Zapata y su esposa Isabel de Avellaneda, hasta 1650 no se llevó a cabo la verdadera fundación con la llegada desde Valladolid de varias monjas comendadoras de la orden de Santiago por orden de Felipe IV. Según se cuenta, para la fundación del convento existió la discrepancia de si traer las primeras religiosas del monasterio de Santa Fe, en Toledo, o del convento de Santa Cruz, en Valladolid. Finalmente, se decidió traer a estas últimas porque la beata María Ana de Jesús vio unas estrellas viajeras en el cielo, que interpretó como mensajeras de la voluntad de Dios. El acuerdo se firmó en la famosa imprenta de (Elvira) Quiñones.
La iglesia, datada en el año 1697, es el elemento más destacable. Constituida por una planta de cruz griega, y en el centro, una cúpula sobre pechinas, es obra de los hermanos Manuel y José del Olmo, en tanto que el convento es posterior, de 1753. Francisco Moradillo construyó estancias como la Sacristía de los Caballeros y el patio. En 1774 Carlos III encargó a Francesco Sabatini la construcción de un nuevo edificio, que vino a completar la urbanización de la manzana.
Al comienzo de la Guerra Civil, las religiosas se vieron obligadas a abandonar el convento al ser el edificio incautado y ocupado por milicias izquierdistas, que causarían importantes desperfectos. Durante la guerra, fue una de las centenares de «checas» de Madrid, y se sustrajeron cuantiosas obras de arte, reliquias, mobiliario y otros objetos históricos valiosos, en gran parte recuperados tras la guerra. En 1939, se convirtió en cárcel masculina para prisioneros republicanos, hasta 1941, cuando las religiosas recuperaron todo el edificio. El inmueble fue declarado Monumento histórico artístico en 1970.
En 2009, la Comunidad de Madrid invirtió dos millones de euros en la rehabilitación del conjunto iglesia-convento.
Los trabajos de rehabilitación han continuado desde 2020, consolidación estructural y restauración de la iglesia, el zaguán y las torres del convento, con una nueva inversión de más de cuatro millones de euros.

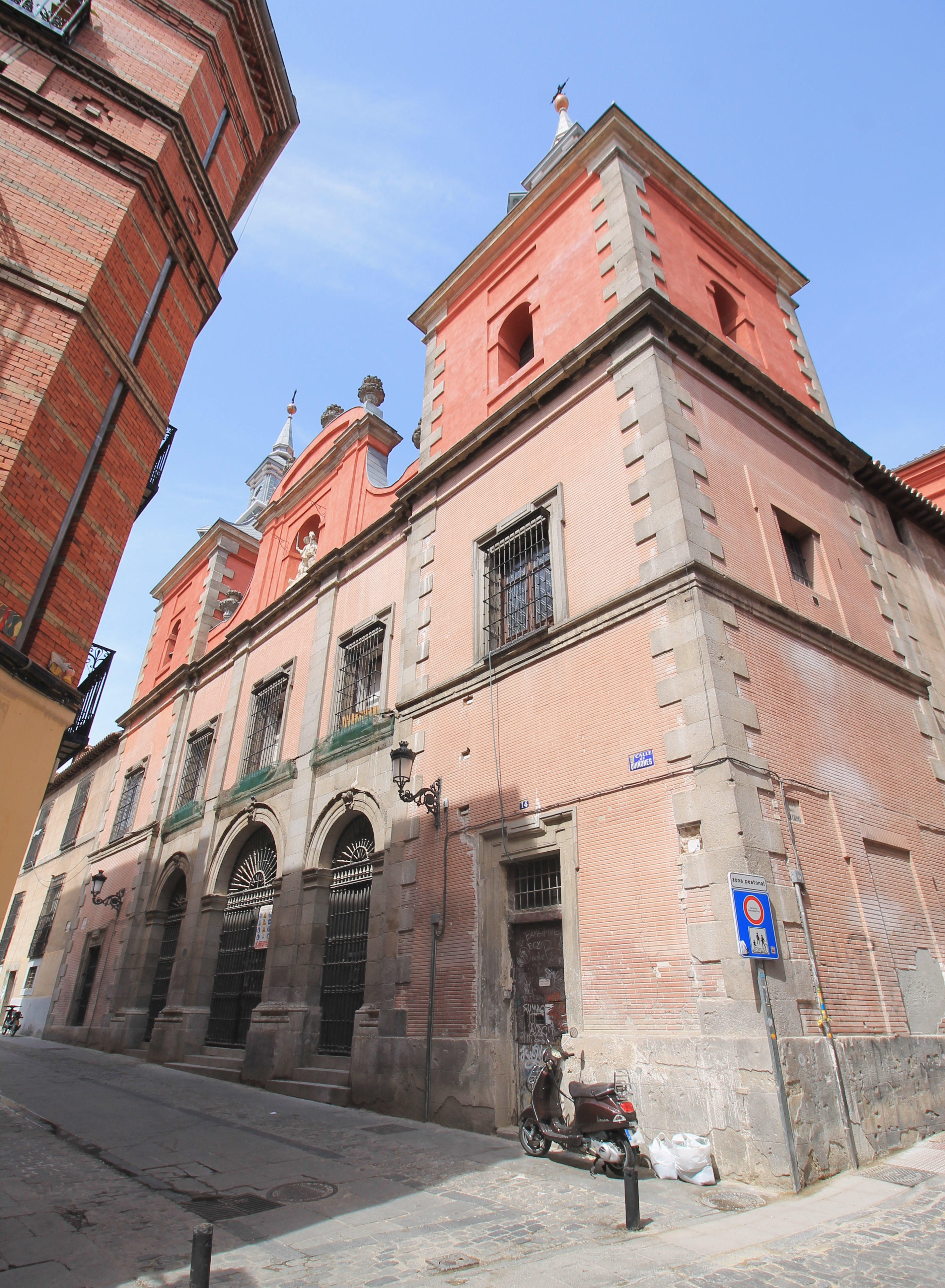
Fachada de la iglesia